# Schipper mag ik overvaren?
Schipper mag ik overvaren? is een traditioneel Nederlands kinderliedje. Bij het liedje hoort een dans (reidans) of een spelletje (overlopertje).

## Oudste vindplaatsen van het liedje
De oudste vindplaatsen van het kinderliedje gaan terug tot de jaren 1930. De oudste verzameling in de Nederlandse Liederenbank van het Meertens Instituut waarin dit liedje is opgenomen, is de handschriftencollectie van het Bureau van het Nederlandse Volkseigen, waarin als datering '1930' wordt vermeld. Als toelichting wordt gegeven dat het gaat om een reidans.
De Liederenbank bevat tevens twee liedblaadjes met het liedje, die gedateerd zijn rond dezelfde tijd, ca. 1930. Beide liedblaadjes vermelden als tekst: 'Schipper mag ik overvaren, ja of nee? / Moet ik dan een cent betalen, ja of nee?'.
Het oudste liedboekje dat dit liedje heeft opgenomen, is Zing mee! Een keuze van 500 Vlaamsche Folkloristische Liederen, spelen, ronden en reidansen met zangwijzen en uitleg der dansstappen ten behoeve onzer jeugd, samengesteld door Laura Hiel (ca. 1941-1942; zij vermeldt als bron: Laurijssen, Folklore van een Kempisch dorp, 1933). De incipit luidt hier: 'Schipper, mag ik mede varen? / ja of neen!' en als toelichting wordt vermeld: overlopertje.

### Ouderdom liedje
Dat de oudste vindplaatsen teruggaan tot begin twintigste eeuw, wil niet zeggen dat het liedje uit deze periode stamt. Sinds de negentiende eeuw werden, onder invloed van de Romantiek, veel volksliedjes (waaronder traditionele kinderliedjes) verzameld en uitgegeven. Het liedje kan echter ouder zijn en in de mondelinge overlevering lange tijd zijn doorgegeven, voordat het voor het eerst werd opgetekend.

## Tekst
Volksliedjes (waaronder traditionele kinderliedjes) kennen, door hun mondelijke overlevering, vaak vele (regionale) varianten in zowel liedtekst als melodie. De huidige tekst van het liedje gaat gewoonlijk als volgt (zie varianten onder deze liedtekst).
Schipper mag ik overvaren, ja of nee?
Moet ik dan ook tol betalen, ja of nee?
Schipper mag ik overvaren, ja of nee?
Moet ik dan ook tol betalen, ja of nee?

### Varianten
Zoals gebruikelijk bij traditionele kinderliedjes bestaan er ook van dit liedje varianten.
Als beginzin komt ook voor: 'Schipper, mag ik mede varen?'.
De tweede zin kent een aantal tekstvarianten, waaronder: 'Moet ik dan een cent betalen' of 'Moet ik dan ook geld betalen'.
Ook wordt in plaats van 'ook' het woord 'nog' gebruikt.

## Overlopertje
Het liedje kan worden gebruikt bij het spelletje overlopertje. Eén kind is de "schipper". De kinderen moeten aan een bepaalde voorwaarde voldoen alvorens ze mogen oversteken. Kinderen die niet aan deze voorwaarde voldoen mogen ook oversteken, maar zullen door de schipper achtervolgd worden tot ze door hem getikt worden. 
Ook is mogelijk: als het liedje is gezongen (vaak tweemaal) dan roept de schipper 'Ja!'. De groep kinderen vraagt: 'Hoe?'. De schipper laat na deze vraag zien op welke manier de kinderen moeten oversteken (bijvoorbeeld huppelend).
Degene die het eerst getikt wordt, is de volgende schipper.

## In populaire cultuur
- Het lied werd opgenomen door Daan Stuyven voor het Kapitein Winokio-project.
- Het Noorse tv-programma Team Antonsen gebruikte het lied in 2004 in een parodie op een 'Nederlandse komiek' met de stem van Wim Sonneveld.